# Peter Funk
Peter Funk (* 22. März 1953 in Kiel) ist ein deutscher Generalmajor a. D. der Bundeswehr. Von 2009 bis 2012 war er Amtschef des Luftwaffenamtes.

## Leben
Nach der Schulausbildung in Münster trat er im Juli 1971 in die Luftwaffe ein, absolvierte die Offiziersausbildung und 1972 für einige Monate ein Betriebspraktikum bei der Firma Siemens AG in Köln. Zwischen Oktober 1972 und September 1975 absolvierte er ein Studium der Betriebswirtschaftslehre an der Universität der Bundeswehr München und schloss dieses als Diplom-Betriebswirt (FH) ab.
Nach Beendigung des Studiums fand er zunächst Verwendung als Nachschuboffizier bei der Nachschubstaffel der Luftwaffenversorgungsgruppe in der Luftwaffenkaserne Wahn am Standort Köln und dann ab April 1976 bei der Nachschub- und Transportstaffel der Flugbereitschaft des Bundesministeriums der Verteidigung (FlBschftBMVg). Im Anschluss kehrte er zur Lufwaffenversorgungsgruppe nach Köln-Wahn zurück und wurde dort im April 1978 Staffelchef der Nachschubstaffel.
Im Oktober 1982 wurde er Adjutant des Kommandierenden Generals des Luftwaffenunterstützungskommandos, Claus Thierschmann. Danach absolvierte er von Oktober 1984 bis September 1986 den 29. Generalstabslehrgang der Luftwaffe an der Führungsakademie der Bundeswehr in Hamburg. Dort war er im Anschluss als Planungstabsoffizier in der Fachgruppe Führungslehre Luftwaffe eingesetzt und anschließend von Oktober 1988 bis März 1991 als Abteilungsleiter A 1 (Personal) bei der Luftwaffenunterstützungsgruppe Süd in Karlsruhe. Im April 1991 erfolgte seine Ernennung zum Referenten für Logistik beim Führungsstab der Luftwaffe (Fü L V 2), ehe er von Juli 1992 bis März 1995 die Dienstgeschäfte als Generalstabsoffizier des Chefs des Stabes im Führungsstab der Luftwaffe wahrnahm.
Im April 1995 wurde er Military Assistant des Supreme Allied Commander Europe (SACEUR) der NATO, US-Generals George A. Joulwan sowie seines Nachfolgers, US-General Wesley Clark, im Supreme Headquarters Allied Powers Europe (SHAPE) in Mons (Belgien). Nach seiner Rückkehr nach Deutschland war er von Oktober 1997 bis März 1999 Kommandeur des Luftwaffenversorgungsregiments 2 in Diepholz, ehe er als Fachbereichsleiter Führung und Management an die Führungsakademie der Bundeswehr zurückkehrte.
Im Februar 2002 übernahm er die Position des Referatsleiters für Grundsatz/Querschnitt Logistik und Nutzung (Fü L II 1) im Führungsstab der Luftwaffe im Bundesministerium der Verteidigung und ab September 2003 den Dienstposten als Kommandeur des Luftwaffenmaterialkommandos (LwMatKdo) in Köln-Wahn. Nach Beendigung der dortigen Tätigkeit erfolgte im Oktober 2005 seine Ernennung zum Stabsabteilungsleiter Fü L II (Planung, Logistik, Rüstung) im Führungsstab der Luftwaffe des Bundesministeriums der Verteidigung. In dieser Funktion war er gleichzeitig Mitglied des Redaktionsbeirates der Zeitschrift „Wehrtechnik (wt)“.
Seit dem 30. November 2009 war Peter Funk als Nachfolger von Winfried Gräber Amtschef des Luftwaffenamtes. Mit Wirkung zum 1. Dezember 2009 wurde er vom Bundesminister der Verteidigung, Karl-Theodor zu Guttenberg, zum Generalmajor befördert. Zum 31. Dezember 2012 wurde Funk in den Ruhestand versetzt.